# Киселёв, Дмитрий Александрович
Дмитрий Александрович Киселёв (род. 15 ноября 1994, Воронежская область) — российский гандболист, правый полусредний клуба «Зенит» и сборной России.

## Карьера
Родился в Воронежской области. В сезоне 2012/13 начал профессиональную карьеру в петербургском клубе «Университет Лесгафта — Нева». В сезоне-2018/19 играл в македонском клубе «Вардар», где стал победителем Лиги чемпионов (2019). Затем вернулся в Россию — в «Чеховские медведи», а с 2021 года — в ЦСКА. В составе ЦСКА стал чемпионом России 2023 года. Летом 2023 года вернулся в Санкт-Петербург — в клуб «Зенит».
В составе сборной России принимал участие в трёх чемпионатах мира (2017, 2019, 2021).
Летом 2022 года был дисквалифицирован на три месяца из-за положительного результата допинг-пробы.

## Титулы
- Чемпион России: 2020, 2021, 2023, 2025
- Серебряный призёр чемпионата России: 2013, 2017
- Бронзовый призёр чемпионата России: 2015, 2016, 2018, 2024
- Обладатель Кубка России: 2020, 2021
- Обладатель Суперкубка России: 2020
- Победитель Лиги чемпионов: 2019

## Статистика
| 2014/15 | Университет Лесгафта-Нева | Суперлига | 28 | 65  | 2  | 63  | Кубок ЕГФ     | 8 | 14 |  |  |
| 2015/16 | Университет Лесгафта-Нева | Суперлига | 34 | 148 | 21 | 127 | CHALLENGE CUP | 5 | 25 |  |  |
| 2016/17 | Университет Лесгафта-Нева | Суперлига | 31 | 271 | 57 | 214 | EHF CUP       | 4 | 7  |  |  |
| 2017/18 | Университет Лесгафта-Нева | Суперлига | 31 | 220 | 47 | 173 | EHF CUP       | 2 | 18 |  |  |